# Corso della Giovecca
Corso della Giovecca è una via di Ferrara tracciata al tempo dell'Addizione Erculea sopra l'interrata Fossa della Zuecca.

## Storia
La nascita di questo importante corso cittadino si ebbe durante il Rinascimento quando l'architetto di corte Biagio Rossetti fu incaricato dal duca di Ferrara Ercole I d'Este di realizzare una grande opera urbanistica ampliando i confini della città medievale. 
Da quel momento la via rappresentò (e rappresenta ancora oggi), la direttrice principale che dal centro ideale cittadino, il Castello Estense, porta verso Est.
Con Viale Cavour divide in due parti la città. 
Partendo da Piazzale delle Medaglie d'Oro in prossimità delle mura cittadine si estende in linea retta sino al Castello Estense. Da qui inizia Largo Castello e poi il ricordato Viale Cavour che arriva sino alle antiche Barriere di Porta Po.
In particolare Corso della Giovecca separa la città medioevale, a Sud, che rappresenta la parte più antica e storica, mentre a Nord vi è la città nuova rinascimentale caratterizzata dall'Addizione Erculea. Il punto centrale di tale addizione è il Quadrivio degli Angeli, incrocio di vie larghe e rettilinee che ha contribuito a rendere Ferrara la prima città moderna d'Europa.
Lungo l'antico tracciato della Giovecca si affacciano numerosi edifici e luoghi di importanza storica. Sul lato Nord della strada partendo dall'arco chiamato "prospettiva": l'edificio del vecchio arcispedale Sant'Anna (all'interno dell'area dell'ex ospedale si trovano alcuni resti del monastero di San Bernardino da Siena demolito nel 1825), l'ex oratorio di Santa Barbara, la chiesa di Santa Chiara Vergine, il palazzo Roverella e la chiesa di San Carlo. Sul lato Sud:  la palazzina di Marfisa d'Este,  il palazzo Giglioli divenuto per un breve periodo la sede italiana del museo dell'Ermitage, il parco Pareschi, il palazzo Barbantini-Koch (ex sede della Cassa di Risparmio di Ferrara), la chiesa dei Teatini, il  Palazzo delle Assicurazioni Generali e il Teatro comunale Claudio Abbado di Ferrara.

### Piccole deviazioni da corso della Giovecca
Può risultare molto interessante seguire certe vie trasversali di corso della Giovecca per scoprire alcuni palazzi o punti storici della città. Partendo dalla Prospettiva la prima deviazione interessante si fa seguendo via Ugo Bassi, sino all'incrocio con via Cisterna del Follo. Qui si trova la casa dove visse Giorgio Bassani. La zona nasconde i famosi campi da tennis dove Bassani giocò con Michelangelo Antonioni.
Proseguendo sullo stesso lato in direzione del centro si incontra via Coramari, subito dopo il parco Pareschi. Arrivati in via Savonarola ecco il palazzo di Renata di Francia, ora sede centrale dell'Università degli Studi di Ferrara. Ancora più avanti, superata la mole del palazzo della Cassa di Risparmio di Ferrara ed entrando in via Sogari, al numero 3 appare palazzo Pendaglia, una delle dimore estensi più ricche e sontuose del XV secolo, ora sede dell’istituto alberghiero Orio Vergani.

## Il Corso della Giovecca nell'opera di Andrea Bolzoni
Andrea Bolzoni nel suo lavoro Pianta ed alzato della città di Ferrara tracciò di fatto un modello di città ideale che tutti gli urbanisti dei periodi successivi al suo considerarono come un vero piano regolatore. Anche Corso della Giovecca fu tracciato dall'incisore ferrarese, e qui sono raccolti alcuni punti significativi:

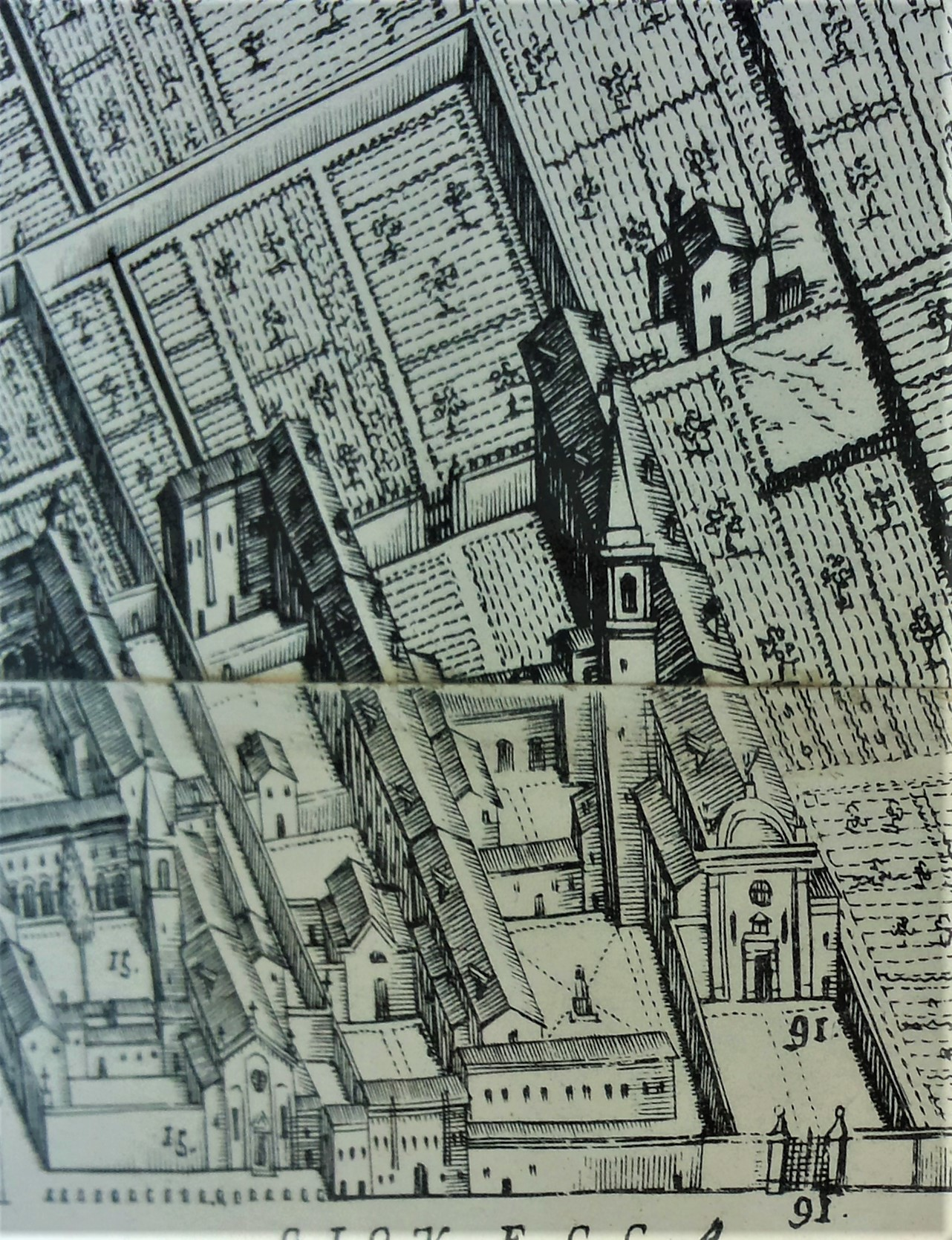
Monastero di San Silvestro, nell'area occupata dal 1927 al 2012 dall'Arcispedale Sant'Anna
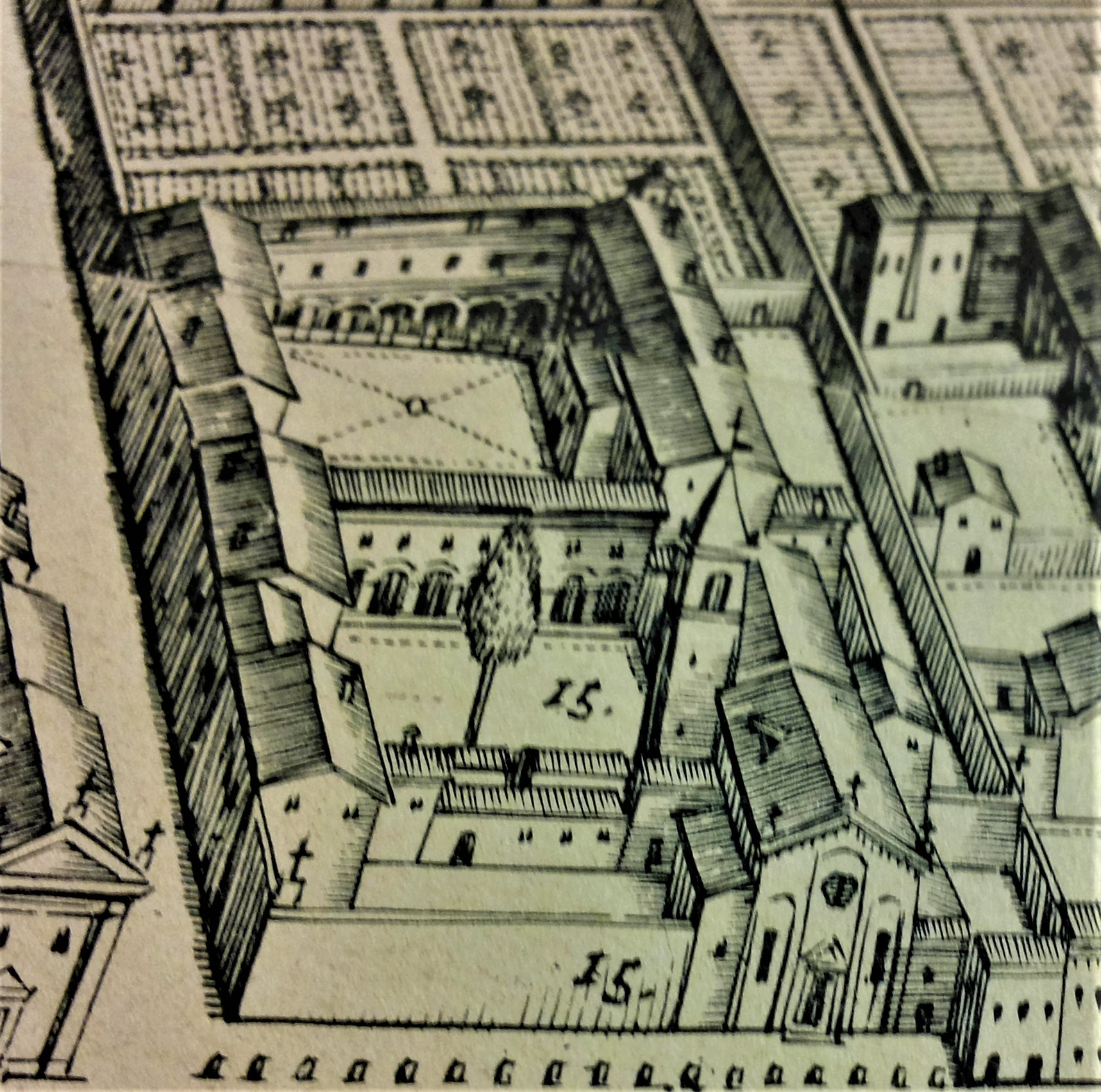
Monastero di San Bernardino di cui rimane solo un chiostro
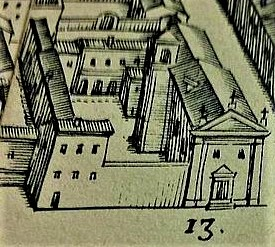
Conservatorio di Santa Barbara. Rimane solo l'ex oratorio
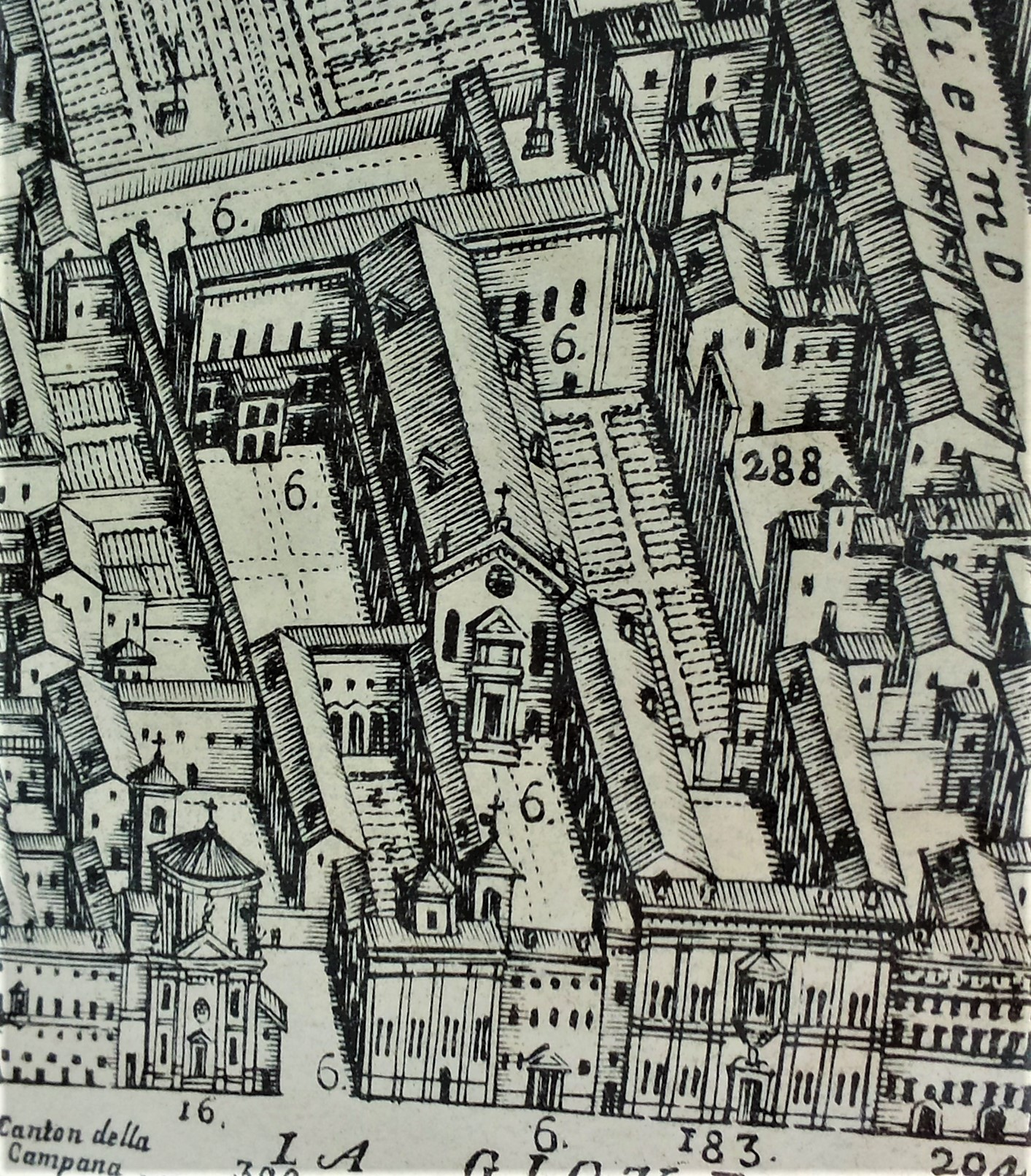
Prima sede dell'ospedale Sant'Anna sino al 1927. Nell'area è presente la piazzetta Sant'Anna ed il complesso Boldini